# یونکرس یوت ۲۹
یونکرس یوت ۲۹ (به انگلیسی: Junkers J 29) یک هواگرد ساختِ کارخانهٔ یونکرس در کشور آلمان است. این هواگرد برای نخستین بار در ۲۲ آوریل ۱۹۲۵ میلادی مورد استفاده قرار گرفت.